# Кипсанг, Салим
Салим Кипсанг — серебряный призёр чемпионата мира среди юниоров 1998 года на дистанции 10 000 метров с результатом 29.36,80. Победитель кросса Cross Internacional de Soria 2000 года.

## Достижения
- 2005:  Парижский марафон - 2:08.04
- 2007:  Берлинский марафон - 2:07.29
- 2009:  Токийский марафон - 2:10.27
- 2011:  Осакский марафон - 2:14.18